# Marszewo (powiat sławieński)
Marszewo (kaszb.Marszéwò, niem.: Marsow) – wieś w Polsce położona w województwie zachodniopomorskim, w powiecie sławieńskim i gminie Postomino. W latach 1975–1998 miejscowość należała administracyjnie do województwa słupskiego. Marszewo położone jest w odległości 2 km od miejscowości gminnej (Postomino), 20 km od Darłowa oraz 15 km od Ustki. Pod względem geograficznym miejscowość znajduje się w mezoregionie Wybrzeże Słowińskie na Pobrzeżu Koszalińskim.

## Historia
Pierwsza informacja o Marszewie pochodzi z dokumentów darłowskich kartuzów z 1436 roku. Po reformacji wieś stała się szlacheckim folwarkiem. Obecnie zachowana zabudowa wiejska Marszewa jest zróżnicowana pod względem typologicznym i chronologicznym, z wyraźnym odniesieniem do historycznej struktury planu owalnicy z częściową zabudową szachulcową o motywie kratownicowym.

## Zabytki
Zabytki wpisane do rejestru zabytków Wojewódzkiego Konserwatora Zabytków:
- gotycka wieża z XV w. kościoła pod wezwaniem Matki Boskiej Różańcowej.

Natomiast pod opieką konserwatorską znajduje się cały kościół z 1863 r. oraz kilka budynków mieszkalnych i inwentarskich. Najstarszą częścią kościoła jest masywna, kwadratowa wieża zbudowana w połowie XV w. W 1863 r. od wschodniej strony wieży wybudowano nową murowaną nawę w stylu neogotyckim. Niegdyś kościół był otoczony cmentarzem. Kościół w Marszewie pod wezwaniem Matki Boskiej Różańcowej, jest kościołem filialnym parafii w Postominie. W kościele znajduje się renesansowa ambona z początku XVII w. z figurami ewangelistów oraz barokowy ołtarz z XVIII w.

## Przestrzenna struktura miejscowości
Marszewo jest przykładem wsi z siedliskiem w kształcie okrągłego placu, nawiązującym do nieregularnych okolnic sprzed lokacji i regularnym układem niwowo – łanowym pól, w którym jedna duża niwa przylega do siedliska. Okolnice i wsie okrągłe, które zaliczane są do wsi placowych, mają formę zamkniętą z główną drogą prowadzącą do siedliska. Zagrody usytuowane są dookoła niewielkiego placu. W XV wieku dzięki lokalizacji wsi na prawie niemieckim rozmierzono i uregulowano stare siedlisko. Wprowadzono niwowy układ pól i regularną zabudowę. Układ przestrzenny wsi Marszewo pozostał czytelny do dziś.
Atrakcją turystyczną Marszewa jest malownicze polodowcowe Jezioro Maszewo o maksymalnej głębokości 24 m, z czystą wodą, piaszczystą plażą i pomostem.
Zlewnia jeziora i zbiornik wykazują wysoki potencjał przyrodniczy. Obszar ten stanowi źródło zasilania w wodę rzeki Marszewki i ostoję ptactwa. W bliskim sąsiedztwie jeziora zachowały się również płaty naturalnej roślinności. Jezioro jest oblegane między innymi przez amatorów pływania i wędkowania. Corocznie odbywają się Mistrzostwa Polski Zdalnie sterowanych Modeli Żaglowych.

## Farma wiatrowa
W październiku 2013 w okolicach Marszewa oddano do użytku trzecią pod względem zainstalowanej mocy farmę wiatrową w Polsce. Farma składa się z 41 turbin, każda o mocy 2 megawatów. Turbiny zostały osadzone na metalowych słupach o wysokości 80 i 90 m. Koszt inwestycji wyniósł 632 mln zł.
Inne miejscowości o nazwie Marszewo: Marszewo, Marszewska Góra